# Domenico Di Marco
Domenico Di Marco (Capitignano, 11 aprile 1928 – Tannenberg (Sassonia), 11 aprile 1945) è stato un partigiano italiano, medaglia d'oro al valor militare alla memoria.

## Biografia
Morto proprio nel giorno del suo diciassettesimo compleanno, combattendo contro i tedeschi a fianco dei francesi, Di Marco è uno dei più giovani eroi della Resistenza italiana. Il ragazzo, studente del Liceo "Leonardo da Vinci" di Roma, quando i tedeschi abbandonarono la capitale decise di raggiungere la Francia. Qui si unì ai reparti delle Forces françaises de l'intérieur, le formazioni militari della resistenza, distinguendosi subito per il coraggio. La Repubblica francese ha conferito a Domenico Di Marco le più alte decorazioni, tra cui la Croce di guerra con palme e la Croce di guerra con stella.
Il paese d'origine gli ha intitolato il "Parco della Memoria", dove sono collocate una scultura e due lapidi dedicate ai caduti di Capitignano (in quella di destra è citato il suo nome).